# Mario Fiore
Mario Fiore (Napoli, 29 dicembre 1886 – San Mauro di Bavaria, 17 giugno 1918) è stato un militare italiano.
Distintosi nella guerra italo-turca, di grado maggiore, durante la Grande Guerra fu messo a capo del 79º battaglione zappatori che, nel pieno della battaglia del Solstizio, fu incaricato di presidiare la ferrovia Montebelluna-Nervesa. Morì nell'eroico tentativo di bloccare dei soldati austriaci che tentavano di posizionare una mitragliatrice.

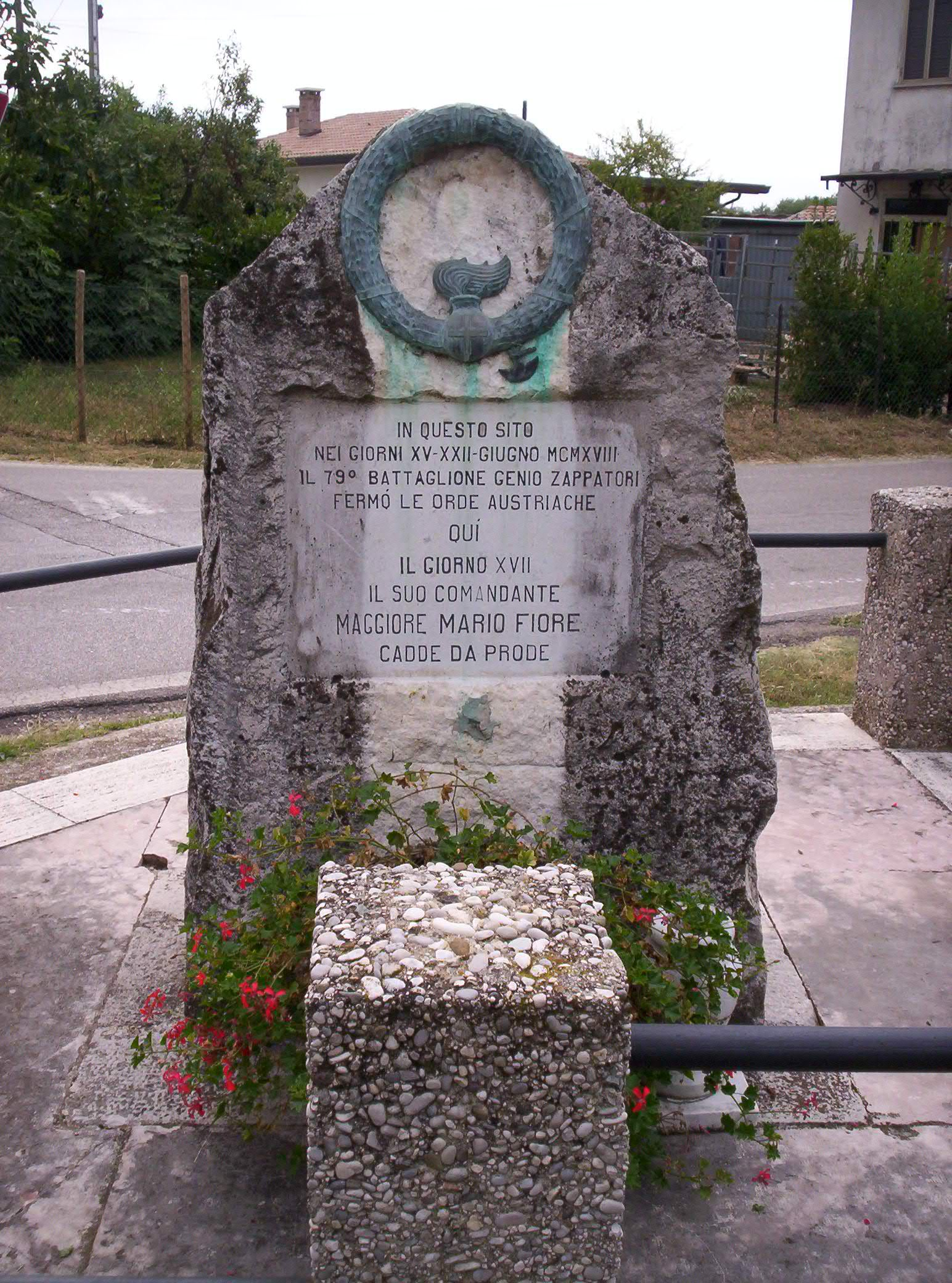
Monumento eretto sul luogo della morte.

Venne successivamente sepolto nel cimitero della vicina Camalò, in una tomba in pietra lavica del Vesuvio (chiaro riferimento alle sue origini).
Il 19 agosto 1921 gli venne conferita postuma la medaglia d'oro al valor militare. Gli sono intitolate varie caserme tra cui quella di Motta di Livenza, sede della Multinational CIMIC Group di Motta di Livenza. Altre caserme, ormai dismesse, intitolate a Mario Fiore sono ubicate a Borgo San Dalmazzo (106ª compagnia mortai alpini), Santa Maria Capua Vetere (ora sede di Uffici Giudiziari del Tribunale), Pordenone (nel 2004 intitolata ad altro decorato al Valor Militare).